# Yesün Temür Khan
Pour les articles homonymes, voir Temur.
Yesün Temür Khan (mongol : ᠶᠢᠰᠦᠨᠲᠡᠮᠦᠷ
ᠬᠠᠭᠠᠨ, cyrillique : Есөнтөмөр хаан), nom de règne Taiding (chinois : 泰定), né le 28 novembre 1293 et décédé le 15 août 1328 est un khagan mongol de la dynastie Yuan, qui régna du 4 octobre 1323 après la mort de son prédécesseur, Gegeen Khan, jusqu'à sa mort le 14 août 1328. Ragibagh Khan lui succède en octobre et meurt en décembre de la même année.

## Biographie

### Enfance
Yesün Temür est né en Mongolie en 1293 de Gammala, le fils aîné de Zhenjin, qui était présumé héritier de son père Kublai Khan. Gammala a été nommé Jinong (jinwang, 晉王) en 1292 après la mort de Zhenjin, mais il a perdu la course au successeur de son jeune frère Temür. Le khanat était assumé par Temür, Darmabala et leurs fils et petit-fils, donc Gammala et son fils Yesün Temür étaient hors course. En tant que Jinong, Gammala dirigea la steppe mongole au nord du désert de Gobi et inscrivit Gengis Khan dans les Quatre Grands Ordo. En 1302, Gammala mourut et Yesün Temür prit le nom de Jinong. Sous les règnes de Kulug Khan, Ayurbarwada et Gegeen Khan, Yesün Temür, qui possédait un vaste fief et une armée puissante dans la steppe mongole, devint l'un des princes les plus respectés de la cour et s'imposa comme le chef incontesté des princes de la région steppique.

### Prise de pouvoir
En 1323, lorsque Shidebala Gegeen Khan (empereur Yingzong) fut assassiné par le grand censeur Tegshi et Esen Temur, le groupe rebelle accueillit Yesün Temür puisque sa mère était Buyan Kelmish du clan Khunggirad. Selon le Yuan Shi, Yesün Temür a fait saisir l'envoyé de Tegshi Walus et a envoyé un avis du complot à Shidebala Khan, mais les messagers sont arrivés trop tard.
Yesün Temür n'était pas seulement le principal bénéficiaire du complot, mais il en était aussi très probablement un participant.[2] On dit que son administrateur Dawlat Shah avait établi des contacts étroits avec les conspirateurs. Après avoir reçu le sceau impérial envoyé par les conspirateurs, il monta sur le trône sur les rives de la rivière Kherlen en Mongolie le 4 octobre 1323. Esen Temur fut nommé grand conseiller de droite et Tegshi directeur du Bureau des affaires militaires.
Après avoir appris qu'il serait soupçonné en tant que complice des meurtres, il a soudainement inversé sa politique et a ordonné la mise à mort de Tegshi, Esen Temur et d'autres. Sous la direction de Chang Kuei, les responsables de feu Khagan ont envoyé une lettre à Yesün Temür l'exhortant à accepter le trône et à punir les conspirateurs. Il envoya des troupes à Dadu et à Shangdu et fit exécuter des officiers rebelles avant d'entrer à Dadu parce qu'il craignait de devenir leur marionnette. Les cinq princes impliqués furent exilés au Yunnan, à Hainan et dans d'autres endroits éloignés. Les responsables chinois ont exhorté à plusieurs reprises Yesün Temür à étendre la purge à tous les anciens alliés de Temuder et Tegshi et à leurs familles, mais Yesün Temür Khan a refusé. Il a publié un décret d'amnistie et les propriétés confisquées des conspirateurs exécutés ont été restituées à leurs familles.

### Règne
En tant que dirigeant qui s'était emparé du trône par l'intrigue et la violence, Yesün Temür essayait de gagner le soutien le plus large possible. Pour obtenir le soutien de la population Han en tant qu'empereur de Chine, il a dûment montré son respect pour la tradition confucéenne dès le début de son règne. Néanmoins, les fonctionnaires musulmans et mongols de la steppe constituaient la majorité des postes du gouvernement Yuan pendant cette période. Kumeijil et Tas Temur furent grands conseillers de droite ; Dawlat Shah a été directeur des affaires gouvernementales du Secrétariat central (中書省), puis censeur en chef et enfin grand conseiller de gauche ; et Andachu, le directeur du Bureau des affaires militaires.
Outre Dawlat Shah, il y avait deux musulmans, Ubaidullah et Bayanchar, qui étaient responsables des affaires gouvernementales au Secrétariat. Mahumud Shah et Hasan Khoja dirigeaient le Bureau des affaires militaires. Contrairement aux musulmans, les fonctionnaires Han exercèrent peu d’influence sur l’administration. Le point culminant des opérations des marchands partenaires mongols est survenu sous Yesün Temür, dont l'administration exemptait les chrétiens et les musulmans de tout paiement de corvée et garantissait d'énormes paiements promis par la noblesse mongole en échange de produits de luxe (тансаг).
Yesün Temür Khan a dénoncé l'extravagance de la cour qui achetait de coûteuses pierres précieuses, importées par des marchands étrangers, et vendues dix fois leur valeur, alors que les pauvres mouraient de faim. En 1326, Ozbeg Khan de la Horde d'Or envoya des guépards à Yesün Temür Khan qui répondit par des subventions en or, en argent, en espèces et en soie.
Durant son règne Yesün Temür Khan divisa l'empire en dix-huit départements contrôlés par un conseil appelé « les Seigneurs des Provinces » ; il était autrefois divisé en douze unités. Les rapports présentés sur l'état des provinces Yuan étaient pleins de plaintes contre les Lamas qui, armés de leurs sceaux d'or, parcouraient la province en se livrant à des exactions et en traitant le peuple de manière honteuse. Ils logeaient dans des maisons privées, chassaient leurs maîtres, débauchaient leurs femmes et faisaient à peu près ce qu'ils voulaient. La crainte d'offenser les Mongols et les Lamas empêcha le Khan de faire quoi que ce soit d'efficace au début. Enfin, il interdit aux Lamas d'entrer en Chine. Outre le bouddhisme, Yesün Temür Khan a négligé l'ancien culte du ciel des Mongols.

### Décès
Esün Temür a laissé la gouvernance de l'empire à son assistant musulman Dawlat Shah et Khatun Babukhan lorsqu'il est décédé subitement à Shangdu le 15 août 1328. Son fils Ragibagh a été installé par Dawlat Shah, mais il a été vaincu par son rival Tugh Temür trois mois plus tard lors de la Guerre des Deux Capitales.

## Famille
On lui connait 4 épouses et 4 fils :
- Babukhan Khatun, (v.1296 - v.1329), fille de Maizhuhan, prince Khongirad;
  - Ragibagh Khan, (1320 - 14/11/1328), Khagan en 1328;
- Yilianzhenbala Khatun (亦怜真八剌皇后), fille de Ashi Küregen, seigneur Ikires, et de Ilig Qaya (fille de Témur Khan);
- Sadabala Khatun (撒答八剌皇后), fille de la princesse Shouning;
- Bihan Khatun (必罕皇后), sœur cadette de Babukhan Khatun;
- inconnue:
  - Yondan zhangbu, second fils – décédé jeune;
  - Batma Irgenbu, troisième fils;
  - Söse, quatrième fils;